# Jenesaispop
Jenesaispop, également connu sous le nom de JNSP, est un site web espagnol indépendant d'informations et de critiques axé sur la musique pop, bien qu'il soit également consacré aux films, aux séries télévisées, aux livres et aux bandes dessinées. Il a été fondé en 2006 par neuf amis, dont plusieurs journalistes, qui souhaitaient donner de la dignité à la musique pop en recommandant des disques non conventionnels. Il est considéré comme le site musical indépendant le plus lu d'Espagne depuis 2020, année au cours de laquelle il a publié son premier livre.

## Histoire
Jenesaispop a été fondé en 2006 par neuf amis, dont plusieurs journalistes, qui avaient leurs blogs personnels respectifs et qui souhaitaient donner de la dignité à la musique pop par le biais d'un fanzine en ligne recommandant des chansons qui, selon eux, ne recevaient pas l'exposition qu'elles méritaient,. Ils se considèrent comme « un média de musique pop avant tout » qui soutient la musique « que tout le monde aimerait ». Il commence à bien fonctionner vers 2010, avec plus de 150 000 visiteurs uniques par mois, et est le site de musique indépendant le plus lu en Espagne en 2020, selon le magazine Vogue. Toujours en 2020, Jenesaispop célèbre son 15e anniversaire en publiant son premier livre, Un viaje por 200 discos clave del siglo XXI (en français : Un voyage à travers 200 disques clés du 21e siècle), écrit par le directeur du site, Sebas E. Alonso,.
L'équipe de Jenesaispop a interviewé de nombreuses célébrités internationales, dont Madonna, Clean Bandit et Mon Laferte.